# Тлумацький район
Тлу́мацький райо́н — колишній район України на сході Івано-Франківської області. Районний центр — місто Тлумач. Населення становить 48 640 осіб (на 1 серпня 2013). Утворено 1939 року після анексії Західної України Радянським Союзом.

## Географія

### Розташування
Тлумацький район розміщений на сході Івано-Франківської області на Покутській рівнині неподалік від обласного центру.
На північному сході межа району проходять по Дністру де і межує з Монастириським і Бучацьким районами Тернопільської області. На сході район межує з Городенківським, на південному заході і півдні — з Коломийським, а на заході — з Тисменицьким районами.
Площа Тлумацького району становить 683,54 км², що становить 4,9 % всієї території області. Менші за площею тільки Снятинський та Калуський райони.

### Крайні точки
|         | Населений пункт | Координати крайньої лінії  |
| ------- | --------------- | -------------------------- |
| Північ  | с.Буківна       | 49 °С 00' північної широти |
| Схід    | с. Петрів       | 25°С 20' східної довготи   |
| Південь | с. Яківка       | 48°С 38' північної широти  |
| Захід   | с.Надорожна     | 24 °С 55' східної довготи  |

Найбільша протяжність району з півночі на південь становить 45 кілометрів, а із заходу на схід — 30 кілометрів.

### Клімат
Вся територія району розміщена у середніх широтах, помірному кліматичному поясі.

### Рельєф
Тлумацький район розташований повністю на Покутській рівнині. Рельєф території — хвиляста рівнина, на якій виділяються три природні райони: Гостівсько—Обертинська рівнина, Бистрицько—Тлумацька та Олешанська височини
- Бистрицько-Тлумацька височина.

Ця місцевість різко окреслена долинами Дністра, Бистриці, Ворони та Тлумача. Схили височини круті, абсолютні висоти становлять 300—360 метрів над рівнем моря. Найвища точка досягає 386 м (г. Надорожна). Посередині з півдня на північ вона прорізується порівняно широкою долиною р. Ольшаниці.
- Олешанська височина.

Знаходиться на схід від Бистрицько-Тлумацької височини. Висоти тут дещо збільшуються, досягають 350 і навіть 390 м. Ця височина розпадається на два крупні масиви: західний — між р. Тлумач і великою звивиною Дністра і східний — на схід звивини Дністра до його притоки Лемець на території Городенківського району.
- Гостів-Обертинська рівнина.

Знаходиться на південь від згаданих височин. Висоти тут зменшуються до 300 м. Дана територія по лінії Хотимирсько-Гвіздецької гряди виступає вододілом Пруту і Дністра. Десь посередині території району від м. Тлумача до м. Городенки виділяєгься більш опущена смуга з висотами до 300 метрів. Це Тлумацько-Городенківське зниження.

#### Дністровський Каньйон
В районі є унікальний і наймальовничіший куточок дикої природи України — Дністровський каньйон, який починається від гирла річки Золота Липа поблизу однойменного села і закінчується біля гирла Збруча. На території району протяжність каньйону становить 82 км. Тут зібрані найкращі творіння живої і неживої природи.
Рельєф місцевості в районі села Одаї створює можливість для занять дельтапланеризмом. Тут протягом останніх 10 років проходять міжнародні змагання з дельтапланерного та парапланерного спорту. Дельтадроми в с. Одаїв (північно-західні вітри), с. Ісаків-Підвербці (південно-східні вітри) є дельтадромами міжнародного значення. Дельтадром Одаїв є унікальним за своєю природно-геологічною будовою. Природна підкова каньйону на березі р. Дністер в Одаєві довжиною 4-5 км і висотою більше до 200 м направлена на північний захід, а тому збирає усі північно-західні вітри, які створюють чудовий динамічний потік висотою до 300 м. Термічні ж потоки, зустрічаючи на своєму шляху перепону, створюють на гребені берега-підкови сталі термічні потоки. Все це сприяє відмінним умовам для польотів на дельтапланах і парапланах. Такі ж умови є і на дельтадромі Ісаків-Підвербці, який використовується при південно-східних вітрах.
Завдяки таким чудовим природним умовам на цих дельтадромах уже багато років проводяться як чемпіонати України так і міжнародні змагання по дельта— і парапланерному спорту. Подібні умови є лише в Криму.

### Природно-заповідний фонд
- Регіональні ландшафтні парки:

«Дністровський» (частково).
- Ботанічні заказники:

Меленещина, Пугачівка.
- Заповідні урочища:

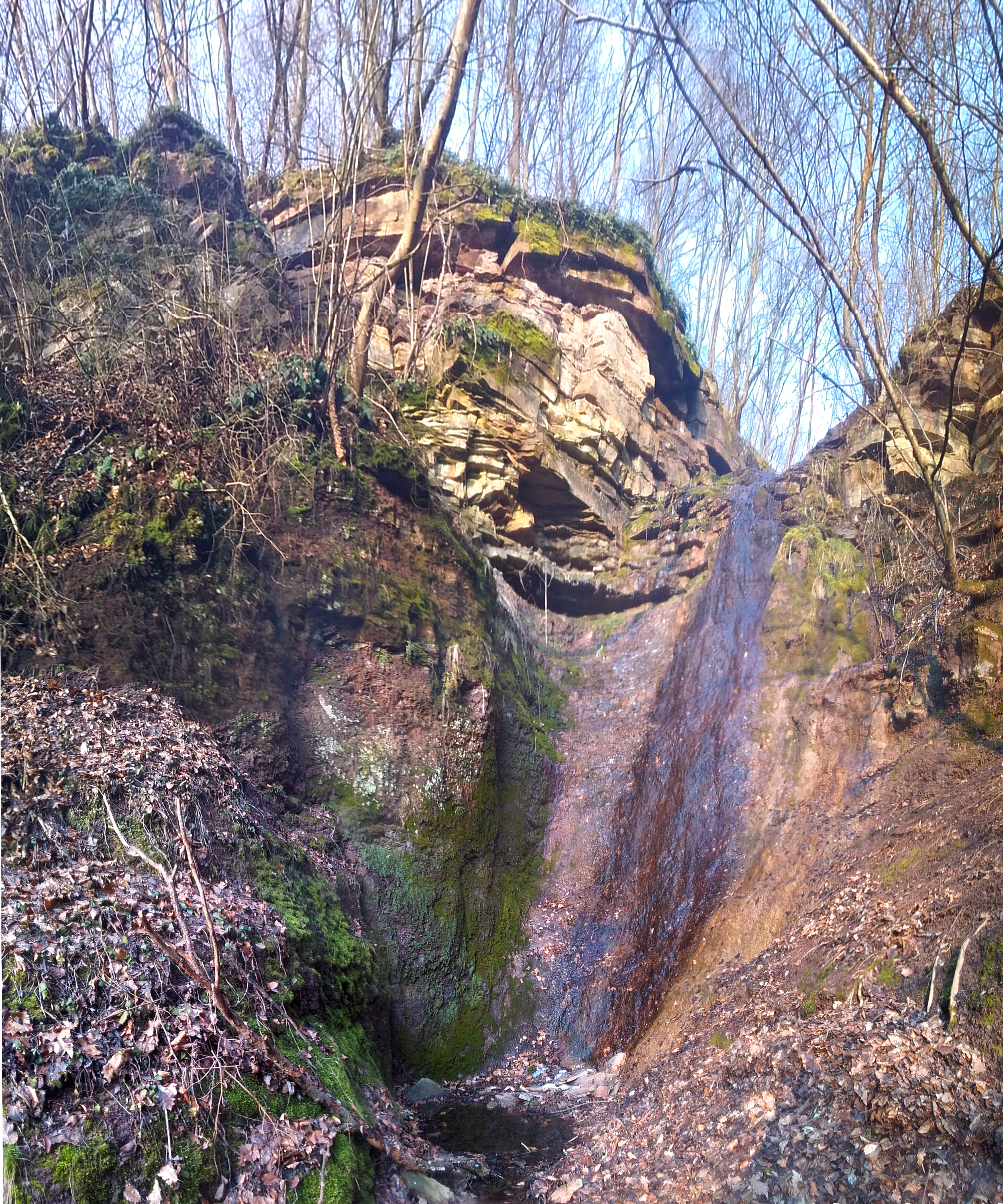
Найвищий з Делівських водоспадів

Долинянське, Нижнівське (Площа 53 га. На території Клубівецького лісництва. Еутрофне болото з прилеглим середньовіковим грабовим лісом. Тут зростають рідкісні для Придністров'я глечики жовті, цикута отруйна. На скелях серед лісу виявлено рідкісний вид папороті — щитник Роберта), Хотимир, Хотимирське, Цовдри.
- Ботанічні пам'ятки природи:

Городище, Дівич-гора, Каштани, Липова алея, Лиса Гора, Петрівська липа, Потіцька Гора, Татри.
Система високих горбів з відслоненнями гіпсу, вкритих природною степовою рослинністю. Печери біля с. Одаїв.
- Делівські водоспади в с. Делева[1].
- Карстові печери: Сталактитова, Мокра та Вертикальна (с. Локітка).
- Парки:

Тлумацький парк.

## Історія
Територія Тлумацького району була заселена з давніх часів. Поблизу села с. Одаїв, археологами виявлено залишки житла доби трипільської культури датованої IV—III тис. до Різдва Христового. Однак, перші письмові згадки про цю місцевість містяться в Іпатіївському літописі під 1213 роком. В Іпатіївському літописі йдеться, за час князювання Ярослава Осмомисла було засновано поселення товмачів. Назва поселення Товмач — польською мовою — Тлумач.
Буківнянське городище — археологічний сайт поблизу с.Буківна, один із найбільших міських комплексів Середнього Подністров'я служить ще один приклад давнього поселення людей на цій території. Дослідженнями тут зафіксовано 9 культурно-історичних горизонтів від палеоліту до середньовіччя.
У 1349 році Галицько-Волинське князівство остаточно занепало і Галичину поступово завоювало Королівство Польське.
Саме в цей час в часописах і судових книгах згадуються поселення на сучасній території Тлумацького району: с. Петрилів (1378 р.), с. Долина (1395 р.), смт. Обертин (1416 р.), с. Олешів (1444 р.), с. Жуків (1461 р.) с. Нижнів (1474 р.).
У 1648—1654 рр. мешканці району брали активну участь у національно-визвольній боротьбі українського народу. Коли військо Б. Хмельницького восени 1648 року з'явилося на Прикарпатті, в Обертині організувався загін повстанців під керівництвом Літуся.
Після першого поділу Речі Посполитої (наступниці Польщі), 5 червня 1772 року, територія сучасного Тлумацького району відійшла до Австрійської Імперії в складі нової територіальної одиниці Королівство Галичини та Володимирії.
Район утворений 17 січня 1940 року з частини ґмін Тлумацького повіту: міської ґміни Тлумач і сільських ґмін Тлумач, Нижнів, Олеша і Олешів. Указом Президії Верховної Ради УРСР 23 жовтня 1940 р. Клубівська сільська рада передана з Тлумацького району до Тисменицького району.
За даними облуправління МГБ у 1949 р. в Тлумацькому районі підпілля ОУН найактивнішим було в селах Братишів і Петрилів.
До 1957 року село Горигляди входило до складу району.
05.02.1965 Указом Президії Верховної Ради Української РСР передано Виноградську сільраду Тлумацького району до складу Коломийського району.
У районі збереглися сліди криївки вояків УПА в ур. «Біля дуба» Будзинівської сільської ради та велетенський «Дуб Богдана Хмельницького» на хуторі Думка.

## Адміністративний устрій
Адміністративно-територіально район поділяється на 1 міську раду, 1 селишну раду та 32 сільські ради, які об'єднують 59 населених пунктів і підпорядковані Тлумацькій районній раді. Адміністративний центр — місто Тлумач. 

## Районна рада
Район був підпорядкований Тлумацькій районній раді розташованій у місті Тлумач. Останній голова Тлумацької районної ради був Вишневський Михайло Васильович. Кількість депутатів складала 68 осіб. Раді підпорядковувалася 1 міська рада, 1 селищна рада, 32 сільські ради, 1 місто, 1 Смт та 57 сіл. Рада розташовувалася по адресу місто Тлумач, вулиця Макуха №12.

## Економіка
Тлумацький район належить до сільськогосподарських районів області. У Тлумачі найрозвиненішими галузями промисловості є харчова і будівельних матеріалів. Вони працюють на місцевій сировині.
Район багатий на поклади будівельних матеріалів: кварцовий пісок, вапняк, гравій, червону глину, бутовий камінь тощо. Розробляються поклади торфу.

## Населення
Розподіл населення за віком та статтю (2001):
| Стать | Всього | До 15 років | 15-24 | 25-44 | 45-64 | 65-85 | Понад 85 |
| --- | ------ | ----------- | ----- | ----- | ----- | ----- | -------- |
| Чоловіки | 24 404 | 5379        | 3484  | 7285  | 4902  | 3222  | 132      |
| Жінки | 28 426 | 5119        | 3364  | 6716  | 6200  | 6576  | 451      |
| \| Статево-вікова піраміда \| Статево-вікова піраміда \| Статево-вікова піраміда \| \| ----------------------- \| ----------------------- \| ----------------------- \| \| Чоловіки \| Вік \| Жінки \| \| 132 \| 85 + \| 451 \| \| 236 \| 80-84 \| 779 \| \| 570 \| 75-79 \| 1532 \| \| 1128 \| 70-74 \| 2065 \| \| 1288 \| 65-69 \| 2200 \| \| 1231 \| 60-64 \| 1973 \| \| 974 \| 55-59 \| 1319 \| \| 1336 \| 50-54 \| 1479 \| \| 1361 \| 45-49 \| 1429 \| \| 1829 \| 40-44 \| 1812 \| \| 1708 \| 35-39 \| 1499 \| \| 1813 \| 30-34 \| 1651 \| \| 1935 \| 25-29 \| 1754 \| \| 1823 \| 20-24 \| 1749 \| \| 1661 \| 15-20 \| 1615 \| \| 2047 \| 10-14 \| 1893 \| \| 1868 \| 5-9 \| 1762 \| \| 1464 \| 0-4 \| 1464 \| |        |             |       |       |       |       |          |
| Статево-вікова піраміда |        |             |       |       |       |       |          |
| Чоловіки | Вік    | Жінки       |       |       |       |       |          |
| 132 | 85 +   | 451         |       |       |       |       |          |
| 236 | 80-84  | 779         |       |       |       |       |          |
| 570 | 75-79  | 1532        |       |       |       |       |          |
| 1128 | 70-74  | 2065        |       |       |       |       |          |
| 1288 | 65-69  | 2200        |       |       |       |       |          |
| 1231 | 60-64  | 1973        |       |       |       |       |          |
| 974 | 55-59  | 1319        |       |       |       |       |          |
| 1336 | 50-54  | 1479        |       |       |       |       |          |
| 1361 | 45-49  | 1429        |       |       |       |       |          |
| 1829 | 40-44  | 1812        |       |       |       |       |          |
| 1708 | 35-39  | 1499        |       |       |       |       |          |
| 1813 | 30-34  | 1651        |       |       |       |       |          |
| 1935 | 25-29  | 1754        |       |       |       |       |          |
| 1823 | 20-24  | 1749        |       |       |       |       |          |
| 1661 | 15-20  | 1615        |       |       |       |       |          |
| 2047 | 10-14  | 1893        |       |       |       |       |          |
| 1868 | 5-9    | 1762        |       |       |       |       |          |
| 1464 | 0-4    | 1464        |       |       |       |       |          |

Національний склад населення за даними перепису 2001 року:
| Національність | Кількість осіб | Відсоток |
| -------------- | -------------- | -------- |
| українці       | 52547          | 99,45 %  |
| росіяни        | 156            | 0,30 %   |
| поляки         | 79             | 0,15 %   |
| молдовани      | 14             | 0,03 %   |
| білоруси       | 12             | 0,02 %   |
| інші           | 27             | 0,05 %   |

Мовний склад населення за даними перепису 2001 року:
| Мова       | Кількість осіб | Відсоток |
| ---------- | -------------- | -------- |
| українська | 52660          | 99,67 %  |
| російська  | 135            | 0,26 %   |
| молдовська | 11             | 0,02 %   |
| інші       | 29             | 0,05 %   |

## Політика
25 травня 2014 року відбулися Президентські вибори України. У межах Тлумацького району було створено 52 виборчі дільниці. Явка на виборах складала — 74,58 % (проголосували 28 098 із 37 673 виборців). Найбільшу кількість голосів отримав Петро Порошенко — 55,12 % (15 487 виборців); Юлія Тимошенко — 24,90 % (6 997 виборців), Олег Ляшко — 9,84 % (2 766 виборців), Анатолій Гриценко — 3,71 % (1 043 виборців). Решта кандидатів набрали меншу кількість голосів. Кількість недійсних або зіпсованих бюлетенів — 0,70 %.

## Пам'ятки

### Старовинні церкви
У Тлумацькому районі Івано-Франківської області на обліку перебуває 53 пам'ятки архітектури.
- Церква Воскресіння Господнього (1770 р.), с. Підвербці
- Церква Покрови Пресвятої Богородиці (1882 р.), дерев'яна, с. Долина
- Церква Введення у Храм Пресвятої Богородиці (1852 р.), дерев'яна, с. Нижнів
- Церква Воздвиження Чесного Хреста (1878 р.), дерев'яна, с. Одаїв
- Церква Святих Кирила і Мефодія (1882 р.), смт. Обертин

### Цікаві об'єкти
- Водяний млин XIX ст в селі Нижнів

Могила хорунжого Армії УНР Тихона Хилюка у с. Нижнів

- Могила хорунжого Кінної сотні штабу 8-ї стрілецької бригади 3-ї Залізної дивізії Армії УНР Тихона Хилюка.
- Поселення, крем'яні штольні, літописне місто Биковен, с. Буківна (палеоліт, мезоліт, неоліт, доба бронзи, рання залізна доба, римський час, Київська Русь)
- Сліди криївки вояків УПА в ур. «Біля дуба» Будзинівської сільської ради та велетенський «Дуб Богдана Хмельницького» на хуторі Думка
- Остринський тризуб

## Відомі особистості
В Антонівці народився і ріс перший українець який був членом британського парламенту — Стефан Терлецький.
У Хотимирі народилися поет і перекладач Ксенофонт Климович та український мовознавець Б.Кобелянський, у с. Долині — скульптор М. Бринський, лікар акушер-гінеколог В. Босацький, у с. Братишеві — скульптор Г.Крук, у с. Живачові — архієпископ львівський Вірменської католицької церкви Йосиф Теофіл Теодорович .
В селах Тлумацького району працювала вчителькою українська дитяча поетеса, народна вчителька, активна культурно-освітня діячка Марійка Підгірянка.